# Кубок Лихтенштейна по футболу 2017/2018
Кубок Лихтенштейна 2017/18 — 73-й сезон ежегодного футбольного соревнования в Лихтенштейне. Победитель кубка квалифицируется в квалификационный раунд Лиги Европы УЕФА 2018/19.

## Первый раунд
Матчи первого раунда прошли с 22 и 23 августа 2017 года.
| Команда        | счёт | Команда        |
| -------------- | ---- | -------------- |
| Шан II Аццурри | 0:11 | Тризенберг     |
| Руггель II     | 1:6  | Тризен         |
| Тризенберг II  | 1:2  | Эшен-Маурен II |
| Шан III        | 0:2  | Бальцерс II    |

## Второй раунд
К четырём победителям первого раунда добавились «Бальцерс III», «Шан», «Эшен-Маурен III» и «Тризен II». Матчи состоялись 19, 20 сентября и 4 октября 2017 года.
| Команда         | счёт          | Команда     |
| --------------- | ------------- | ----------- |
| Эшен-Маурен II  | 2:0           | Бальцерс II |
| Бальцерс III    | 5:6 (в д.вр.) | Шан         |
| Эшен-Маурен III | 4:2           | Тризен II   |
| Тризен          | 1:5           | Тризенберг  |

## 1/4 финала
В четвертьфиналах к четырём победителям второго раунда добавились четыре команды: «Вадуц», «Эшен-Маурен», «Бальцерс» и «Руггелль». Матчи состоялись 24 и 25 октября 2017 года.
| Команда        | счёт | Команда         |
| -------------- | ---- | --------------- |
| Руггелль       | 1:3  | Бальцерс        |
| Эшен-Маурен II | 0:9  | Вадуц           |
| Шан            | 1:5  | Эшен-Маурен     |
| Тризенберг     | 1:3  | Эшен-Маурен III |

## 1/2 финала
Матчи 1/2 финала прошли 10 и 11 апреля 2018 года.
| Команда         | счёт | Команда  |
| --------------- | ---- | -------- |
| Эшен-Маурен III | 0:2  | Бальцерс |
| Эшен-Маурен     | 1:6  | Вадуц    |

## Финал
Финальный матч был проведён 2 мая 2018 года.
| Команда | счёт | Команда  |
| ------- | ---- | -------- |
| Вадуц   | 3:0  | Бальцерс |